# Nava de la Asunción
Nava de la Asunción ist ein Ort und eine Gemeinde (municipio) mit 2.787 Einwohnern (Stand: 2024) in der zentralspanischen Provinz Segovia in der Autonomen Region Kastilien-León. Neben dem Hauptort Nava de la Asunción besteht die Gemeinde aus der Ortschaft Moraleja de Coca.

## Lage und Klima
Nava de la Asunción liegt in der kastilischen Meseta in ca. 800 m Höhe ungefähr 50 km (Fahrtstrecke) nordwestlich der Provinzhauptstadt Segovia. Das Klima ist gemäßigt bis warm; Regen (ca. 470 mm/Jahr) fällt mit Ausnahme der trockenen Sommermonate übers Jahr verteilt.

## Bevölkerungsentwicklung
| Jahr      | 1970 | 1981 | 1991  | 2001 | 2011 | 2021 |
| Einwohner | 2763 | 2564 | 2.682 | 2628 | 3011 | 2748 |

## Sehenswürdigkeiten

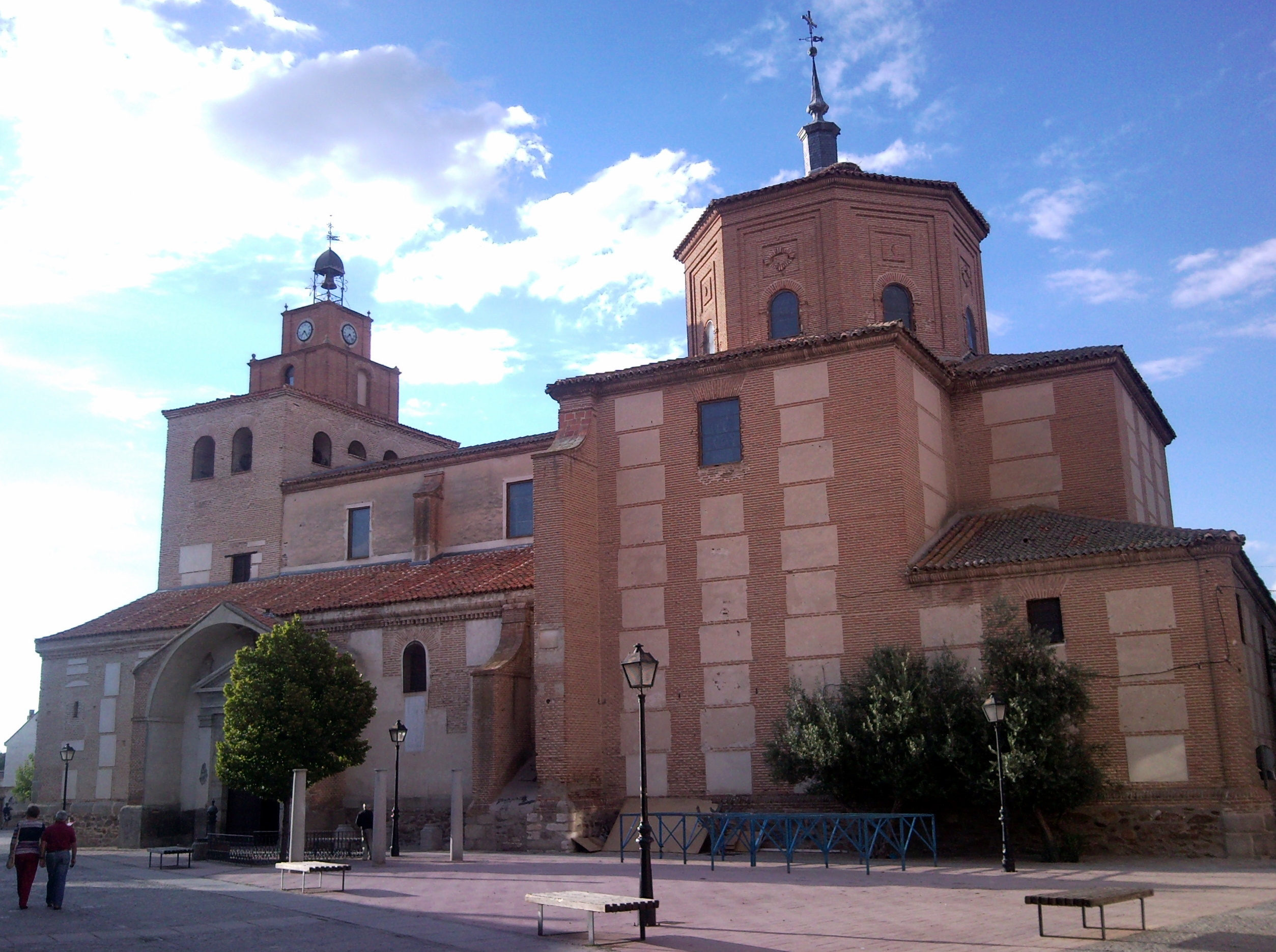
Kirche Mariä Himmelfahrt
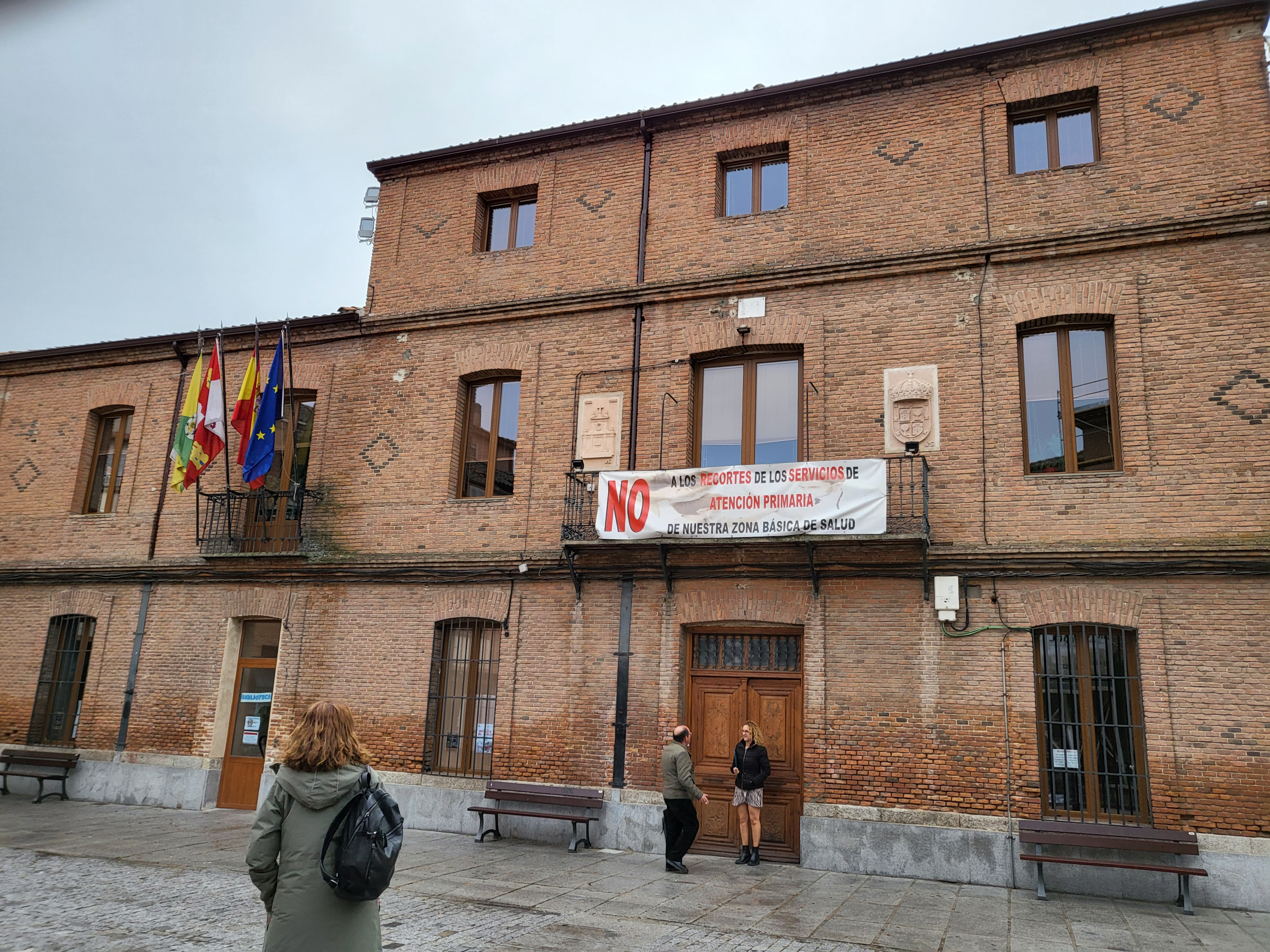
Rathaus

- Kirche Mariä Himmelfahrt
- Rathaus

## Persönlichkeiten
- Sebastián de Arévalo (1619–1704), Bischof von Mondoñedo (1672–1682) und von Osma (1682–1704)
- Segismundo Casado (1893–1968), Oberst
- Miguel Ángel Velasco Encinas (* 1984), Handballtrainer und -spieler